# دایان گیبل
دایان گیبل (به انگلیسی: Diane Giebel) (زادهٔ ۱۹ فوریهٔ ۱۹۵۳) شناگر اهل ایالات متحده آمریکا است.